# Włodzimierz Lubański
Włodzimierz Leonard Lubański, född den 28 februari 1947 i Gliwice, är en polsk före detta fotbollsspelare. Under sin aktiva tid spelade han i anfallet och spelade för polska landslaget mellan åren 1963 och 1980. Han gjorde totalt 48 mål under sina 75 matcher för landslaget vilket är fler än någon annan polsk spelare. 1973 blev han vald som Europas näst bästa spelare efter Johan Cruijff. Dessvärre gjorde en allvarlig skada att han inte kunde medverka i Polens succé-VM 1974 då laget fick brons och med Lubański i laget hade Polen möjligen kunnat vinna ännu finare medalj.